# Sinibaldo Doria
Pour les articles homonymes, voir Famille Doria.
Sinibaldo Doria (né le 21 septembre 1664 à Gênes et mort le 2 décembre 1733 à Bénévent) est un cardinal génois du XVIIIe siècle. 
D'autres cardinaux de la famille Doria sont Girolamo Doria (1529), Giovanni Doria (1604), Giorgio Doria (1743), Giuseppe Maria Doria Pamphilj (1785), Antonio Maria Doria Pamphilj (1785) et Giorgio Doria Pamphilj (1816).

## Biographie
Fils cadet de Giovan Battista Doria et de Benedetta Pavese, Sinibaldo Doria naît à Gênes le 21 septembre 1664, où il est baptisé trois jours plus tard. 
Il fait ses études à Sienne, où il obtient son diplôme en droit en 1688 (in utroque iure). 
Arrivé à Rome en 1690; il est nommé gouverneur successivement de Tivoli, Fano, Montalbo, Ascoli et des Marches. Il est vice-légat à Avignon de 1706 à 1711. Sinibaldo Doria est élu archevêque titulaire de Patras en 1711. Il est préfet des Cubiculi du Saint-Père.
Le pape Clément XII le crée cardinal lors du consistoire du 24 septembre 1731 avec attribution du titre de San Girolamo dei Croati. Peu avant, le 21 mai 1731, il avait été élu archevêque de Bénévent par ce même Clément XII. 
Il meurt le 2 décembre 1733 à Bénévent, où il repose dans la cathédrale.
La Galerie Doria Pamphilj et les marquis Doria Lamba conservent un portrait de lui.

### Sources
- Fiche du cardinal sur le site de la FIU